# Thomas Randolph (2e comte de Moray)
Pour les articles homonymes, voir John Randolph.
Thomas Randolph († 11 août 1332), 2e comte de Moray, seigneur de l'île de Man en 1332, est un aristocrate et chevalier écossais.

## Biographie
Thomas Randolph est le fils aîné et homonyme de Thomas Randolph († 1332), 1er comte de Moray, et d'Isabelle, fille de Sir John Stewart de Bunkle.
Il devient 2e comte de Moray après la mort de son père le 20 juillet 1332,  mais il est tué quelques semaines plus tard en combattant Édouard Balliol et les « Deshérités » (anglais The Disinherited), lors de la bataille de Dupplin Moor dans le Perthshire, le 11 août 1332. Son frère cadet John Randolph lui succède comme 3e comte de Moray. Il trouvera aussi la mort au combat, lors de la bataille de Neville's Cross (1346).
Les deux frères meurent sans enfant et le titre de comte de Moray passe à Patrich de Dunbar, 9e comte de March, époux de leur sœur aînée Agnès († 1369).

## Sources
- (en) A. A. M. Duncan « Thomas Randolph, second earl of Moray (d. 1332) dans: Randolph, Thomas, first earl of Moray (d. 1332) » Oxford Dictionary of National Biography, Oxford University Press, 2004